# Кућа Спандијад
Кућа Спандијад (такође се изговара као Спендиад и Исфандијар, средњоперсијски: 𐭮𐭯𐭭𐭣𐭩𐭲 Спандјат „коју је дао Спента Армаити“) била је једна од седам великих кућа Сасанидског царства. Попут куће Михран, њихово седиште било је успостављено у Рају, због чега је немачки научник Теодор Нолдеке могао наговестити да су они можда иста породица. Попут већине осталих седам великих кућа, Кућа Спандијад била је партског порекла. Породица је тврдила да потиче од легендарног кајанидског лика Исфандијара,  који је био син Виштаспе, који је према зороастријским изворима био један од раних следбеника Заратустре.